# Access Point Name
L'Access Point Name ( in acronimo APN ) è l'identificatore di un servizio su rete di telecomunicazione cellulare che implementa funzionalità avanzate, aggiuntive rispetto al tradizionale servizio voce ed SMS.
Viene tipicamente utilizzato per abilitare il servizio internet sui dispositivi cellulari.

## Descrizione
Gli APN possono essere vari ed essere usati sia in reti pubbliche sia in reti private. Una volta che il dispositivo è connesso, userà il servizio DNS per risolvere il processo di chiamata dell'APN , che restituirà l'indirizzo IP reale dell'access point. A questo punto un PDP Context può essere attivato.
Il PDP Context viene attivato indicando un Access Point Name, che identifica verso quale GGSN il PDP sarà instradato. Ogni GGSN, infatti, ha una lista di APN assegnata, che traduce in indirizzi IP.
I tratti principali sono:
- una rete Internet alla quale si può connettere un dispositivo mobile
- un punto di configurazione usato per la connessione
- una particolare opzione che si configura su un cellulare/smartphone/tablet

Precisazione: l'APN (a parte i casi di impiego professionale avanzato) non è un apparecchio (cioè non è una tipologia di access point) ma è una funzione di un servizio (sistema operativo o applicazione specifica) presente su un dispositivo che si connette alla linea dati di una rete cellulare (che non significa, strettamente, solo "per navigare"). In pratica l'APN è il campo fondamentale del set di parametri del profilo dati di un operatore (tipicamente configurato tramite SMS automatico).

## Tipologia
In una maschera di imputazione dei parametri (settings) di un APN c'è quello relativo al "tipo" (APN type). Si tratta di un campo fondamentale: molti problemi lamentati dagli utenti, erroneamente attribuiti al dispositivo o al gestore o alla USIM, sono dovuti al fatto che non si è impostato correttamente questo parametro. Anche perché non è detto che l'autoconfigurazione assegnata dalla USIM sia quella desiderata da un utente per utilizzare tutti i servizi possibili (in alcuni casi sono volutamente non attivati MMS, SUPL, ecc.).
Nel campo "tipo" si inserisce il tipo di servizio (default, MMS, WAP, supl.) Infatti, sono due le possibilità:
- 1) il provider ha un APN specifico per un tipo di servizio (e quindi occorre attivarne più di uno se si intende utilizzare più servizi). Ad esempio: web.nome provider.it, mms.nome provider.it, ecc.;
- 2) nel campo "tipo APN" si selezionano i diversi servizi che si intende utilizzare (per un APN multiservizio).

In generale, i servizi sono:
- default ⇒ servizio predefinito web ovvero la navigazione internet; per alcuni gestori questo è il profilo che attiva anche altri servizi che sfruttano internet;
- MMS ⇒ messaggi multimediali;
- SUPL (Secure User Plane Location) ⇒ la geolocalizzazione GPS assistita via IP[5];
- WAP ⇒ connessione internet di tipo WAP ovvero quella più lenta e minimale adatta ai cellulari (gli smartphone e i tablet dovrebbero sfruttare il protocollo web).

In un passato recente c'era anche il servizio DUN (oggi ricompreso nella voce generica "altri") ovvero il "dial-up networking", la vecchia modalità per utilizzare il cellulare come modem. In alcuni casi, si deve esplicitamente selezionare DUN se si utilizza lo smartphone come modem (funzione tethering). Solitamente è un servizio ricompreso nel profilo default.
Alcuni gestori prevedono anche un APN in cui il campo "type" deve essere lasciato vuoto.